# Phycosecidae
Phycosecidae jsou čeleď brouků z nadčeledi Cleroidea.

## Taxonomie
Čeleď má 3 druhy:
- Phycosecis discoidea  – Nový Zéland
- Phycosecis limbata (Fabricius, 1781) – Nový Zéland
- Phycosecis litoralis (Pascoe) – Austrálie